# Museo de Ciencias Naturales de la Fundación Zoobotánica de Río Grande del Sur
El Museo de Ciencias Naturales de la Fundación Zoobotánica de Río Grande del Sur es un museo brasileño localizado en el interior del Jardín botánico de Porto Alegre. Abierto de lunes a domingo, de 9 a 12h y de 13h30 a 17h.

## Historia y estructura
El museo abrió sus puertas en 1955, después de haber sido creado a partir de la desmembración de la colección de Historia Natural del Museo Júlio de Castilhos.
Al ingresar, el visitante se encuentra con una pantalla giratoria que presenta diversos temas relacionados con el medio ambiente natural y secciones especiales del acervo. La exposición permanente cuenta con 49 ventanas que destacan la riqueza de especies nativas de Río Grande do Sul, abarcando tanto la flora como la fauna de la región.
La muestra está organizada en una secuencia evolutiva, comenzando con la vegetación actual y continuando con grupos de animales, para luego dar paso a vitrinas paleontológicas. De esta manera, los dioramas representan la fauna característica de los distintos ecosistemas, incluyendo ambientes de estepa, campos abiertos y bosques, ofreciendo al visitante una experiencia inmersiva y educativa.

## Paleontología
Artículo principal: Paleorrota.

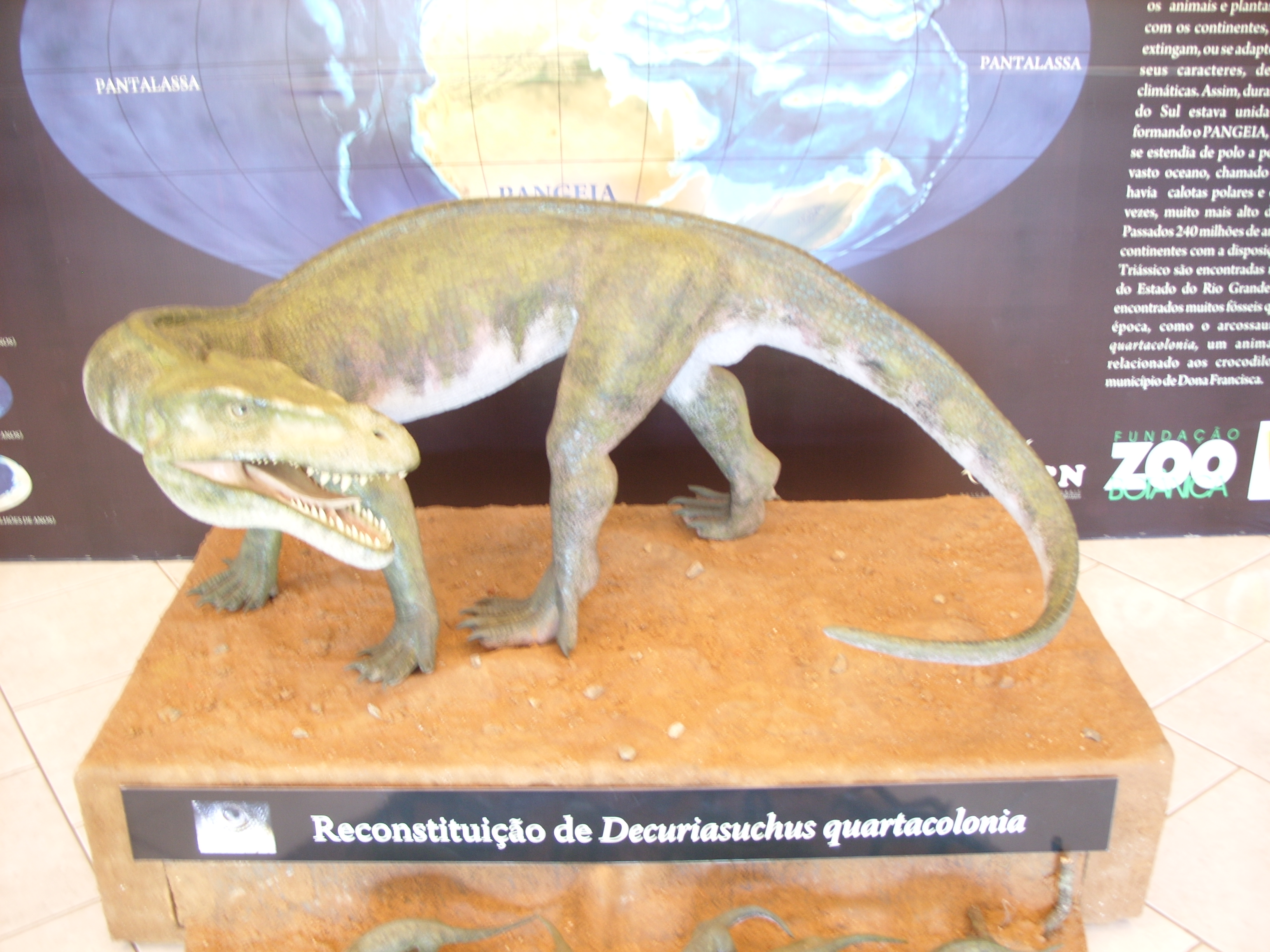
Decuriasuchus no Museo.

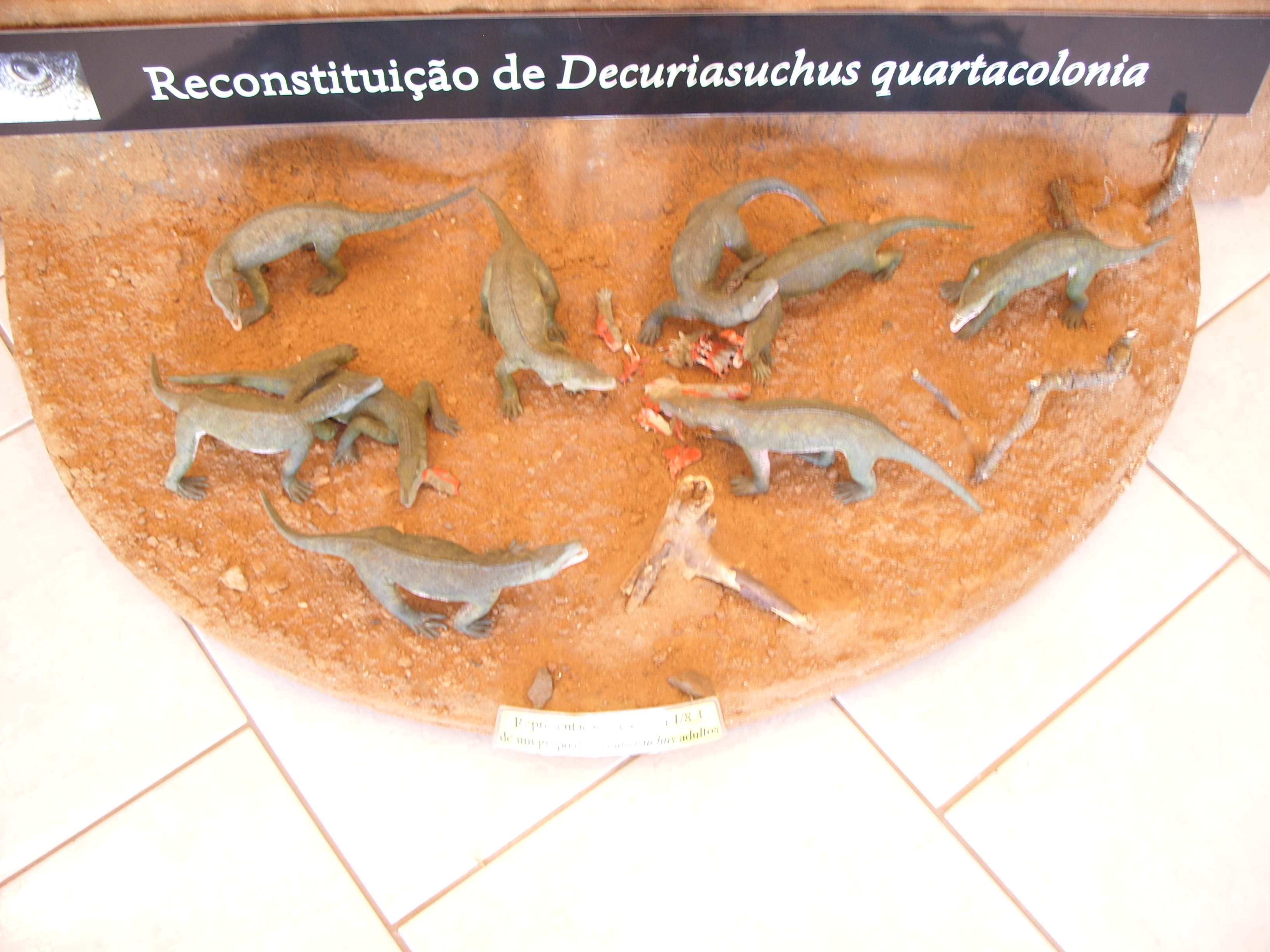
Grupo de los Decuriasuchus no Museo.

Aquí hay una exposición de fósiles encontrados en el geoparque Paleorrota, además de contribuir a las publicaciones sobre el tema.